# (16257) 2000 JY6
A (16257) 2000 JY6 a Naprendszer kisbolygóövében található aszteroida. A LINEAR projekt keretében fedezték fel 2000. május 4-én.